# Planta indicadora

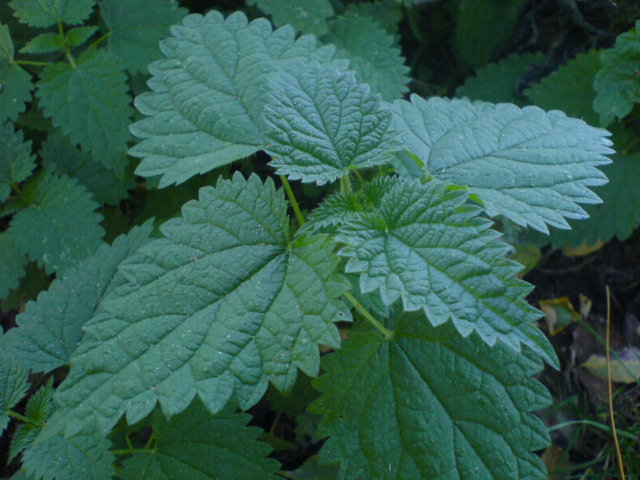
Imatge de l'Ortiga gran, indicadors d'un sòl fèrtil.

Una planta indicadora és aquella espècie o comunitat de plantes que actua com un mesurament de les condicions mediambientals, és a dir, co indicador biològic.

## Plantes

### Productivitat potencial de la terra
El bosc és un bon indicador de la productivitat del sòl. Per exemple- el creixement vegetatiu de roures com Quercus marilandica, Quercus stellata és escàs en terres de baixa altitud i sòls sorrencs estèrils comparats amb els sòls normals.

### Clima
Els boscos perennifolis indiquen alta pluviometria a l'hivern i també a l'estiu; La vegetació esclerofil·la indica alta pluviometria hivernal i poca a l'estiu; Les praderies indiquen alta pluja durant l'estiu i poca a l'hivern; La vegetació xeròfita indica poca pluviometria al llarg de l'any.

### Característiques del sòl
Algunes herbàcies que presenten un gran creixement com les del gènere Psoralea indiquen un tipus de sòl franc-sorrenc, mentre que si apareixen herbàcies del gènere Andropogon indiquen un sòl sorrenc. Rumex acetosella indica sòl àcid, entre que Spermacoce stricta que el sòl és ric en ferro. Shorea robusta, Cassia obtusifolia, Geranium sp. i Impatiens sp. indiquen que el sòl stà ben airejat.

### Incendis
Plantes com les dels gèneres Agrostis, Epilobium, Pium, Populus, Pteris, i Pyronema dominen en les zones incendiades. Alunes espècies concretes de Pteridium indiquen boscos de coníferes cremats i molt pertorbats.

### Contaminació
Plantes aquàtiques com Utricularia, Chara, Wolffia creixen en aigües contaminades. Bacteris com E. coli també indiquen contaminació. La presència de diatomees en l'aigua indiquen contaminació fecal.

## Líquens

### I) Indicadors de partícules radioactives
El tal·lus dels líquens morts és capaç d'absorbir metalls pesants incloent el SO₂ i el plom. També s'usen els líquens per investigar els núlids dels àtoms com l'estronci (90Sr) i el cesi (137Cs) alliberats per explosions nuclears.

### ii) Sensibilitat a la contaminació atmosfèrica
Els líquens també s'usen com a bons indicadors de la contaminació de l'atmosfera. Lecanora conizaeoides és l'espècie de liquen més tolerant a la contaminació al SO₂, per tant, es troba a les ciutats i s'usa com indicador.

## Algues
1. Ulva enteromorpha usada per esbrinar la contaminació en estuaris i rius.
2. Cladophora, Stigeoclonium pel smetalls pesants.
3. Chlorella per tòxics en l'aigua.
4. Duniella teritolecta, Cyclotella cryptic, Pavlova lutheri per contaminació per petroli.
5. Cyanobacteria com Nostoc, Microscopium, Haplosiphon, Welwitschii per plaguicides com dithane, deltan, BHC, aldrex, rogor.

## Fongs i bacteris
1. Fongs per esbrinar contaminació per petroli, Scolecobasidium, Mortierella, Humicola, Verticillum
2. Bacteris com Pseudomonas, Clostridium, l Streptococcus per estimar i predir canvis en activitats humanes. Pseudomonas metabolitza el petroli i el converteix CO₂ i H₂O.

## Plantes superiors
1. Medicago sativa creix en sòls amb poc SO₂.
2. Rumex acetosella en sòl àcid.

### Minerals
Moltes plantes indiquen els minerals presents al sòl.
Or- Equisetum arvense; 
Diamants- Vallozia candida; 
Plata-Eriogonium ovalifolium; 

### Infeccions víriques
Les espècies de plantes responen de forma diferent als virus

## Exemples
- Els sòls fèrtils presenten plantes com l'ortiga i Senecio

- Els sòls deficients en nitrogen presenten llegums fixadors de nitrogen com trèvol o veces

- Plantago, rhododendron i d'altres es presenten en sòls àcids

- Els sòls mal drenats presenten molses i cues de cavall a més de Cyperaceae, joncs.